# Lorenzo Tonelli
Lorenzo Tonelli (Florence, 17 januari 1990) is een Italiaans voetballer die doorgaans als centrale verdediger speelt. Hij verruilde Empoli FC in juli 2016 voor Napoli.

## Clubcarrière
Tonelli debuteerde op 5 september 2010 in het betaald voetbal in het shirt van Empoli FC. Daarmee nam hij het die dag op tegen AS Varese 1910, een competitiewedstrijd in de Serie B. In zijn eerste twee seizoenen kwam hij in elk tot zestien competitiewedstrijden. In het seizoen 2012/13 veroverde Tonelli definitief een basisplaats. In 2014 promoveerde hij met Empoli naar de Serie A. Daarin debuteerde hij op 13 september 2014, thuis tegen AS Roma (0-1 verlies).

## Interlandcarrière
Tonelli speelde drie interlands voor Italië –16. Op 17 november 2010 debuteerde hij voor Italië –21 in een vriendschappelijke wedstrijd tegen Turkije –21. Dat werd zijn enige interland voor de nationale beloften, al maakte hij in 2011 en 2012 ook meermaals deel uit van de selectie.
1 Vismara ·
3 Barreca ·
4 Vieira ·
5 Pio Riccio ·
6 Romagnoli ·
7 Bellemo ·
8 Ricci ·
9 Coda ·
10 Tutino ·
11 Pedrola ·
14 Kasami ·
15 Akinsanmiro ·
16 Borini ·
17 Meulensteen ·
18 Venuti ·
20 La Gumina ·
21 Giordano ·
22 Ghidotti ·
23 Depaoli ·
24 Bereszyński  ·
25 Ferrari ·
28 Yepes ·
29 Girelli ·
30 Ravaglia ·
31 Vulikić ·
33 Silvestri ·
43 Ntanda ·
44 Ioannou ·
80 Benedetti ·
84 Sekulov ·
Coach: Sottil
· Assistent-coach: Baronio